# 狼の死刑宣告
『狼の死刑宣告』（原題：Death Sentence）は、2007年のアメリカ合衆国の映画。原作はブライアン・ガーフィールドの小説『Death Sentence』。

## ストーリー
投資会社に勤めるニック・ヒュームは、妻と2人の息子を持つ平凡な男だった。ある日、長男のブレンダンと立ち寄ったガソリンスタンドに銃を持ったギャングが押し入る。店主は銃殺され、ブレンダンはギャングの一人のジョーに惨殺されてしまう。すぐにジョー達は逮捕されるが、裁判所の判決では納得のいく刑罰を与えられないことを知ったニックは、裁判での証言を拒否、ジョーは釈放されてしまう。
その後、怒りと悔しさから計らずも、ジョーを尾行し、自らの手で殺害してしまうが、ジョーはギャングのボス・ビリーの弟だった。ニックによって弟を殺害されたと知ったビリーは、街中でギャング仲間と共にニックを襲撃。辛くも危機を脱したニックであったが、復讐の連鎖はやがて家族までも巻き込み、ギャングとの“戦争”に陥っていく。

## キャスト
- ケヴィン・ベーコン：ニック・ヒューム
- ケリー・プレストン：ヘレン・ヒューム
- ジョン・グッドマン：ボーンズ・ダーリー
- ジョーダン・ギャレット：ルーカス・ヒューム
- スチュアート・ラファティ：ブレンダン・ヒューム
- ギャレット・ヘドランド：ビリー・ダーリー
- マット・オリアリー：ジョー・ダーリー
- アイシャ・タイラー：ウォリス刑事
- エディ・ガテギ
- リー・ワネル

## スタッフ
- 監督：ジェームズ・ワン
- プロダクションデザイン：ジュリー・バーゴフ
- 衣装デザイン：クリスティン・M・バーク
- 共同プロデューサー：エリック・ミッチェル
- 字幕：岡田壮平

## 映像ソフト化
DVDは2010年3月19日発売。